# Велика северна война
Великата северна война се води между Швеция (предимно през управлението на Карл XII) и коалиция от Дания, Русия и Жечпосполита, подкрепена по-късно и от Прусия. Войната започва през 1699 и завършва през 1721 г. с руско-шведския договор от Нюстад. Тя довежда до значителни териториални промени и до решителен поврат в равновесието на силите в Балтийския регион, като Русия успява да измести Швеция като водеща балтийска сила.

## Причини и подготовка
Причините за Великата северна война се състоят в стремежа на Русия, Дания и Полша да отнемат част от шведските владения. През XVI и XVII в. шведската корона съумява да постави под свой контрол по-голямата част от бреговете на Балтийско море – Естония през 1581 г., Ингрия и Карелия през 1617 г., Ливония през 1621 г., островите Готланд и Йозел през 1645 г., Западна Померания през 1648 г., и накрая Скания през 1658 – 1660 г. По този начин Швеция изолира от достъп до морето Русия (мирният договор от Столбово, 1617), орязва драстично обхвата на датското кралство (договорите от Брьомсебру, 1645, и Роскиле, 1658) и парира всички опити за реванш от страна на Полша (договора от Олива, 1660) и Русия (договора от Кардис, 1661). В резултат управляващата търговска върхушка в Швеция успява да монополизира балтийската търговия с руско дърво (материал за всички европейски флотове) и полско зърно и да натрупа значителни печалби. Русия е поставена в положение да няма нито едно незамръзващо пристанище, а Дания е принудена да наблюдава как нейните съграждани в Скания търпят насилствената шведска власт и нейните опити за културна асимилация.
По време на Сканската война (1675 – 1679) Дания прави отчаян опит не само да си върне Скания, но и да изравни нарушения баланс на силите в Балтийския регион. Мъжествената ѝ борба не довежда до успех поради още по-енергичната съпротива на шведите. По същото време обаче шведската власт в Померания е пометена от пруските войски и само настоятелното застъпничество на Франция спасява шведите от загуба на тази област. Но тъй като Швеция влиза в тази война именно заради Франция, след мира тя прави завой и се отдалечава от този опасен съюзник. Политиката на шведския крал Карл XI е мирна и целяща икономическо стабилизиране на бедната и слабо населена монархия. А когато през 1697 г. той умира, оставя на престола 15-годишно момче, което съвсем не мисли за войни.
В основата на войната стои мистериозната личност на ливонския аристократ Паткул, личен враг на шведските крале, който започва да обикаля дворовете в Москва и Варшава и да убеждава руския цар Петър I и полския крал (който е и курфюрст на Саксония) Август II да нападнат Швеция. Когато тя се оказва начело с малолетен крал, този план придобива дълбок смисъл. Много скоро монарсите на Русия, Полша и Дания се насочват към антишведски съюз, който става известен под името Северен съюз. На 24 август 1699 г. се сключва Саксонско-датски отбранителен договор, към който на 22 ноември се присъединява и Русия. Август II участва само като саксонски владетел, така че формално Полша не участва. В договорите Дания (крал Фредерик IV) издига претенции към епископствата Ферден и Бремен в Северна Германия (шведски) и остров Рюген; Саксония си запазва, при евентуална победа, Ливония, която някога е била под полска власт, а Русия иска Ингрия и Естония, за да си осигури излаза на Балтийско море. В действителност истинските цели на трите държави са доста по-агресивни. Русия би искала цяла Прибалтика и Карелия, а Дания – да си върне всичко изгубено след 1645 г. С други думи съюзничките се нуждаят от тотален разгром на Швеция, за да разполагат със земите ѝ както пожелаят. Без голяма армия и невоювала от 20 години, управлявана от незрял младеж, Швеция изглежда обречена да рухне при първия натиск.

## Надмощие на Швеция (1699 – 1706)
Първият етап от войната е характерен с пълното надмощие на Швеция. Младият Карл XII се оказва изключително талантлив военачалник, който разбива един по един и тримата си противници и е на път да спечели войната. При това най-често той разполага с по-малко сили и разчита единствено на своята смелост и на отличните качества на шведската армия, макар и новосформирана. Войната е започната от полско-саксонските войски, които през декември 1699 г. нападат Ливония, стигат без съпротива до нейния главен град Рига и го обсаждат. В средата на следващата година руснаците също се включват, като обсаждат град Нарва – пристанище на Финския залив. Настъплението на съюзниците обаче е бавно и дава възможност на шведите да предприемат бързи контрадействия. Планът на Карл XII за войната е на принципа на блицкриг – с максимални сили да атакува един от противниците си и да го извади от войната, след това да атакува втория и т.н. Ето защо той се насочва срещу най-уязвимия си враг – Дания. През август 1700 г. изненадваща шведска атака през протока Йоресун принуждава датчаните да капитулират . Шведите никога не са успявали да направят това, въпреки опитите си и датчаните винаги са разчитали на по-силния си флот като противовес на непобедимата шведска армия. Фредерик IV подписва договора в Травентал, който е извънредно мек за ситуацията. Освен че изисква от Дания да напусне Северния съюз, Карл я принуждава само да освободи от сюзеренитета си херцогството Холщайн – шведски съюзник.
В края на същата година шведите вече са край Нарва, обсадена от голяма, но тромава и апатична руска армия. На 20 ноември се води паметно сражение, в което малобройните шведи атакуват яростно и упорито и разбиват противника. Данните за числеността на двете армии са доста противоречиви, но изглежда, че 8000 шведи побеждават 40 000 руснаци под командата на 18-годишно момче. Тази победа временно изважда Русия от войната, която очевидно трябва да преосмисли цялата си военна стратегия, но Карл не се впуска да преследва руснаците и да напредва към Москва. Разбираемо е, че това е немислимо с ограничените му сили. Вместо това той се обръща против третия си враг. През 1701 г. принуждава поляците да се изтеглят от Ливония и ги последва в самата Полша. Отхвърля всякакви предложения за преговори. Действията му през 1702 са светкавични – обявява Август II за узурпатор, превзема Варшава (14 май) и Краков (декември) с нищожни сили, а освен това успява и да победи полската армия при Клишов. През 1703 г. печели нова победа при Пултуск и превзема Торун – укрепен замък, където пленява елитните саксонски пехотни части. Така той става господар на Полша.
Карл XII мрази Август II до смърт и е готов да го преследва докрай. През 1704 г. той издига нов полски крал, неговото протеже Станислав Лешчински. Отчаяните опити на Август да си върне контрола над Полша са разбити през 1705 г. В същото време новата руска армия настъпва в гръб на шведите, но когато се обръща срещу нея, Карл показва, че тя има още много да учи. Той ѝ дава бърз и болезнен урок в битката при Фраущат, но не я преследва, за да приключи преди това с Август II. Той напредва към Саксония, преминава безцеремонно през австрийските владения и го залавя в замъка Алтранщет. Там на 25 септември 1706 той принуждава изтощения си враг да подпише унизителен мирен договор, според който признава властта на Станислав Лешчински, напуска Северния съюз и предава в ръцете на шведите всички руснаци, които се намират на служба при него. Така Карл успява да ликвидира противниковата коалиция и да остане лице в лице с враг, който той напълно и фатално подценява.

## Руският поход на Карл XII (1706 – 1709)
Нарва е урок за Петър I, а той умее да се учи от грешките си. Веднага след поражението започва дълбоки преобразувания в армията по западен образец. Той е впечатлен от ролята на артилерията, която шведите използват и започва неистово производство на оръдия. Въвежда рекрутната система за набор на войници, която комбинира качествата на наборната и професионалната армия. Кани много чужденци на руска служба, включително австриеца Огилви, който командва цялата руска армия през 1705 – 1706 г.
Още през 1702 г. руснаците предприемат ново настъпление в Естония и Ливония. Талантливият генерал Борис Шереметев побеждава шведите при Ерестфер и Хумелсхоф, и макар това да са нищожни шведски сили, ефектът от победите е голям. През 1703 войските на Петър I стигат до Финския залив и на 16 май царят демонстративно полага основите на новата руска столица – Санкт Петербург. На следващата година руснаците успяват като цяло да овладеят цяла Прибалтика, превземайки Нарва и Дорпат (основната ливонска крепост, сега Дерпт).
Тази руска активност показва на Карл XII, че Петър I е по-силен противник, отколкото са били първоначалните очаквания. Въпреки това той вярва, че може да го победи винаги щом пожелае, стига само да се обърне срещу него с основните си сили. Когато приключва с Август II, Карл събира голяма армия, напълно сформирана през лятото на 1707 г. във Варшава. Тя наброява 44 хил. души и е най-голямата сила, събирана някога от шведския крал. Вместо да се насочи към изгубените прибалтийски провинции, както го съветват всичките му военни експерти (генерал Реншелд), той се насочва към Москва. За тази постъпка има солидни аргументи. Най-вече Карл разбира, че Русия е по-скоро потенциална заплаха и че от година на година тя ще става все по-силна. Той лесно може да си върне Прибалтика, но скоро те пак ще бъдат нападнати от руснаците. Ето защо той иска решаване на руския проблем отведнъж – разгром и разрушаване на страната, за да се гарантира спокойствие за шведската империя и за в бъдеще.
През януари 1708 г. Карл стига до Гродно, където едва не сварва отстъпващата руска армия. През юли същата година Шереметев изневерява на стратегията си и му дава сражение край Холовцин, спечелено от шведите. Оттам нататък руснаците избягват всякакъв открит сблъсък. Карл нарежда на армията си в Прибалтика да напредне от север. Свързва се с казашкия украински хетман Иван Мазепа за общи действия против Русия. Именно затова се отклонява от пътя към Москва и отива в Украйна. Този ход се оказва грешка, защото прави невъзможно прибалтийската армия да се свърже с него, а тя е натоварена с провизии от жизнено значение. Тази армия, начело с генерал Левенхаупт, е разбита на 29 септември 1708 г. от Петър I и генерал Меншиков при Лесная. Оказва се, че надеждите за силна подкрепа от Мазепа не са реалистични, защото още преди идването на шведите Меншиков разорява казашките земи. Така през ноември Мазепа стига до лагера на Карл XII само с 1300 души. Самата шведска армия силно намалява от големия студ през зимата. След това през пролетта тя бездейства поради наводненията. Едва през юни 1709 г. обсажда силната крепост Полтава.
Целта на Карл е да предизвика руснаците към решително сражение, но съотношението на силите вече не е в негова полза. Той е останал само с 22 хил. шведи, а руската армия е двойно по-голяма. Петър I приема предизвикателството и на 27 юни в тежки боеве успява да победи шведите. Победата при Полтава най-после отърсва руснаците от сковаващия страх от шведите. Те ги преследват на юг в отчаяния им опит да избягат в Османската империя и ги застигат в ъгъла между реките Днепър и Ворскла. Цялата шведска армия е избита или пленена, а Карл XII се измъква едва с 1400 души и то предимно конници на Мазепа. През юли той влиза в Османската империя и се установява в Бендер.

## Обрат на войната (1709 – 1714)
През всичките тези години Карл XII остава в Османската империя, като интригантства, за да я включи във войната против Русия. Действително, през 1711 г. се стига до Османо-руска война (Прутската война), предизвикана от желанието на Петър I да спипа в ръцете си шведския крал. Неговият ентусиазъм обаче е охладен жестоко от провала в този сблъсък, тъй като той се принуждава да капитулира през великия везир Балтаджи Мехмед. Когато разбира, че Петър е обкръжен, Карл XII се опитва да убеди турците да му наложат условия, които да са от полза и за Швеция, но не успява. Петър благополучно се измъква, като връща само крепостта Азов. Що се отнася до Карл, налага се да бъде екстрадиран до османската граница с войска и едва успява да се добере до родината си, където не е стъпвал от 14 години.
Междувременно през 1709 г. Северният съюз се възстановява с трескава бързина. Руснаците отново покоряват Естония и Ливония (1710), като вече запазват последната за себе си. През 1709 г. Дания окупира Скания и започва тежка война със силите на нейния губернатор генерал Магнус Стенбок. Още на следващата година той разбива датската армия при Хелсингбори и я изтласква от областта. Но през 1712 г. датчаните превземат Бремен и Ферден. Без да участва официално в Северния съюз Прусия настъпва към важните померански крепости Щетин и Щралзунд, като ги превзема до 1713 и 1715 г. А през 1713 г. руският генерал Апраксин започва настъпление във Финландия. Първо той превзема Виборг (12 юни 1713) и се придвижва във вътрешността. Местната шведска армия на генерал Армфелд е разбита през февруари 1714 г. и това решава съдбата на областта – тя попада под руска власт. Атаката срещу Финландия довежда и до първите открити действия по море. През юли 1714 г. 99 руски галери, начело с Апраксин, атакуват 7 шведски линейни кораба край Хангьо и три пъти трябва да напредват преди да извоюват победата. Всички шведски кораби са пленени и Швеция изгубва надмощието си по море.
Единственият отговор на шведите, останали без жива сила, е германската експедиция на генерал Стенбок през 1712 – 1713 г. Тя има за цел Полша отново да бъде покорена от шведите и едновременно с това да се пазят германските владения. Стенбок успешно дебаркира на остров Рюген, но два дни по-късно датчаните унищожават транспортните му кораби с всички провизии, с което обричат действията му на провал. Със 17 хил. души, обкръжен от неприятели, той успява само да се добере до приятелския Холщайн и да се затвори в главната му крепост. На 6 май 1713 г. е принуден да капитулира, с което слага край на надеждите за запазване на германските владения.

## Поражението на Швеция (1714 – 1721)
Класическият Северен съюз се разпада през 1714 г., тъй като на преден план излизат две нови агресивни държави – Прусия и Хановер. Те привличат Дания на своя страна за преразпределяне на шведските владения в Германия и през 1715 г. Обявяват война на Карл XII. Само английският натиск ги възпира от по-брутално орязване на Швеция, но така или иначе през 1716 г. те превземат Висмар – последната шведска крепост в Германия. Следва странно положение, при което като курфюрст на Хановер Георг I е шведски враг, но като английски крал е принуден да действа като съюзник. Той убеждава Карл XII да отстъпи Бремен и Ферден на Хановер срещу английска подкрепа, което става официално с първия Стокхолмски договор от 20 ноември 1719 г. С втория договор – между Швеция и Прусия (1 февруари 1720 г.) – Прусия получава Щетин и цялата южна част на Шведска Померания. На 3 юли същата година и Дания се помирява с Швеция с договора от Фредериксборг, като не печели нищо, освен ликвидирането на автономията на Холщайн. Така Швеция остава сама срещу Русия, но освобождаването от останалите ангажименти идва твърде късно.
Може би най-сериозната причина за спадането на боеспособността на Швеция е смъртта на Карл XII на 30 ноември 1718 г. при обсадата на крепостта Фредриксен в Норвегия. Наследен от слаби държавници, той оставя страната беззащитна пред руския натиск. През 1719 и 1720 г. руският флот осъществява два десанта в самата шведска територия. Първият е през юли 1719 г., когато Апраксин сваля няколко отряда край Стокхолм, които ограбват градчето Норшьопинг южно от него. Шведите са в шок, а правителството – дълбоко разколебано. То се обръща за помощ към Англия, която веднага изпраща ескадра, командвана от адмирал Норис. Преди това обаче, през април 1720 г., нов десант на Апраксин стряска шведите. 6000 руснаци са свалени край Умео в Северна Швеция и необезпокоявани остават там цяла седмица. Последният опит на Швеция да остане във войната е морската битка при Гренгам, един от Аландските острови през юли 1720 г. Шведският адмирал Шеблад с 5 кораба изненадва руския галерен флот и с масиран огън го разпръсква, но увлечен в преследването засяда в плитчините, след което корабите му са пленени. След този епизод Швеция узрява за мирни преговори.
Още през 1718 – 1719 г. в Льофьо, град на същите Аландски острови, се водят преговори между шведски и руски дипломати. Русия иска цяла Прибалтика и Виборг, а Швеция иска руска помощ да си върне владенията в Германия, ако даде тези области. Постигнато е известно споразумение, но Карл XII не го одобрява, а когато по-късно Англия подкрепя Швеция, тя прекъсва преговорите. Нови разговори започват през 1721 г. в Нюстад, а на 30 август довеждат до окончателния мирен договор между Швеция и Русия. Русия получава всичко, което е искала – Ливония, Естония, Карелия с Виборг и Ингрия, а Финландия е върната на Швеция. Срещу това тя плаща компенсация от 2 милиона талера и гарантира свободата на търговията в Балтийско море.
С поражението си във Великата северна война Швеция изгубва своята империя, макар още да не се превръща в еднонационална държава. През този и следващия век тя води още три войни с Русия в опит да си върне част от изгубеното. За Русия тази война е големият старт в европейската политика и начало на модернизацията ѝ. Не е случайно, че именно през 1721 г. Петър I се самообявява за император. Войната дава тласък и в развитието на Прусия и Хановер, а Полша и Дания, които жертват толкова много, остават без никакви осезаеми придобивки.